# Поїздка у Вісбаден
«Поїздка у Вісбаден» (рос. «Поездка в Висбаден») — радянський художній фільм 1989 року, екранізація повісті І. С. Тургенєва «Весняні води».

## Сюжет
Молодий російський поміщик Дмитро Санін подорожує по Європі. Якось у Франкфурті, заглянувши в кондитерську крамничку, йому доводиться надати першу допомогу хлопчикові, що знепритомнів. Старша сестра хлопчика, Джемма Розеллі, бажаючи віддячити Саніну за допомогу, запрошує його до них на вечерю. Час за вечерею проходить непомітно і Санін спізнюється на диліжанс, яким збирався поїхати. Він на кілька днів затримується у Франкфурті, проводячи час за прогулянками на природі в суспільстві Джемми і її нареченого Клюбера.
Під час прогулянки Джемму ображає офіцер, при потуранні легкодухого Клюбера Санін заступається за честь дами, кидаючи виклик офіцерові. Дуель закінчується щасливо — Санін, що стріляв першим, промахується, а його супротивник, Донгоф, у відповідь стріляє в повітря. Вражена мужністю і благородством Саніна, Джемма захоплюється ним, втративши інтерес до свого боязкого нареченого. Санін зізнається Джеммі у коханні і пропонує вийти за нього заміж, Джемма погоджується.
Санін зустрічає у Франкфурті свого знайомого князя Полозова, який приїхав з Вісбадена за покупками для дружини. Потребуючи грошей для майбутнього весілля, Санін пропонує Полозову купити недорого його маєток. У відповідь Полозов пропонує продати маєток його дружині, оскільки всі справи веде вона, і поїхати для цього з ним в Вісбаден. Їдучи, Санін обіцяє Джеммі незабаром повернутися і клянеться їй у вічній любові, в знак вірності вона дарує йому свій натільний хрестик.
Княгиня Полозова, багата, чарівна і порочна жінка, радо приймає співвітчизника, охоче погоджуючись купити його маєток. Після зустрічі з Саніним вона пропонує чоловікові парі, що легко спокусить молодого нареченого. Виконуючи свій підступний план, Полозова проводить час з Саніним — вони разом гуляють в парку, відвідують оперу і все без її чоловіка і з його згоди — як з'ясовується, він грає свою роль тільки номінально.
На наступний день Санін збирається повернутися до нареченої до Франкфурта, але Марія Миколаївна запрошує його на ранкову прогулянку верхи. Починається гроза, і вони ховаються від негоди в лісовій хатині. Іполит Полозов програє парі своїй дружині — княгиня спокушає Саніна, він не може встояти перед її чарами, забувши про свої клятви нареченій і майбутнє весілля.
Марія Миколаївна збирається в Париж, Санін, остаточно втратив голову і готовий терпіти приниження, стоячи на колінах благає княгиню дозволити йому їхати разом з нею. Полозові і Санін втрьох відбувають в Париж, Донгоф, який опинився одним з численних шанувальників княгині, бажає йому удачі. По дорозі вони зустрічають синьйора Панталеоне, друга сім'ї Розеллі, який приїхав з Франкфурта, але тепер у Саніна не вистачає сміливості навіть подивитися в його сторону.

## У ролях
- Сергій Жигунов — Дмитро Санін
- Олена Серопова — Джемма
- Наталя Лапіна — Марія Миколаївна Полозова
- Зиновій Гердт — Панталеоне
- Зейнаб Боцвадзе — пані Розеллі
- В'ячеслав Молоков — Іполит Полозов
- Євген Герасимов — Донгоф
- Володимир Шевельков — Клюбер
- Артур Варданян — Еміліо

## Знімальна група
- Автор сценарію:  Олексій Баталов
- Режисер:  Євген Герасимов
- Оператор:  Сергій Онуфрієв
- Художник:  Сергій Бочаров
- Композитор:  Микола Сидельников